# François Gillen
Franz Johann Baptist (François) Gillen (Echternach, 10 juni 1914 – Luxemburg-Stad, 3 november 1997) was een Luxemburgs beeldhouwer, glazenier, schilder, tekenaar en mozaïekkunstenaar.

## Leven en werk
François Gillen was een zoon van Heinrich Bernard (Henri) Gillen en Luise Hesenburg. Hij studeerde aan de Koninklijke Academie voor Schone Kunsten van Brussel, de Kunstacademie Düsseldorf, het Nationaal Hoger Instituut voor Schone Kunsten in Antwerpen, de Akademie der bildenden Künste Wien en werkte op de ateliers van André Lhote en Fernand Léger.
Gillen ontwierp en maakte onder meer schilderijen, glas-in-loodramen en mozaïeken. Hij richtte met Joseph Probst, Victor Jungblut en Lucien Wercollier de Nouvelle Équipe (1948) op en organiseerde met hen de eerste Salon de la Nouvelle Équipe. Naar aanleiding van een prijsvraag werd hij in 1949 met Tony Hagen en Émile Probst en Gustave Zanter verkozen om ramen uit te voeren voor de Sint-Willibrordusbasiliek in Echternach, onder leiding van chef d'équipe Jacques Le Chevallier. In 1954 richtte hij samen met onder anderen Josep Probst en diens vrouw Colette, Frantz Kinnen, Emile Kirscht Wenzel Profant, Michel Stoffel en Wercollier de groep Iconomaques op, waarmee hij ook exposeerde. Solotentoonstellingen had hij onder meer bij de Galerie Brück (1946), Galerie Horn (1966) en Centre Culturel Français (1970) in Luxemburg-Stad. In 1987 werd in Villa Vauban een retrospectief gehouden. In 1974 werd hij benoemd tot officier in de Orde van Verdienste van het Groothertogdom Luxemburg.
François Gillen woonde lange tijd in Parijs, waar hij zich in 1948 had gevestigd. Later keerde hij terug naar Echternach en woonde er in het zorgcentrum Belle-Vue. Hij overleed op 83-jarige leeftijd in de Zithaklinik in de hoofdstad.

## Enkele werken
- 1948-1950 ramen voor het Raadhuis van Echternach.
- 1951-1952 ramen voor de Sint-Willibrordusbasiliek in Echternach.
- 1952 enkele ramen voor de kerk in Wasserbillig. De andere ramen werden onder andere gemaakt door Zanter en de gebroeders Probst.
- 1954 fresco Wetenschappen voor het Lycée classique d'Echternach.
- 1954 ramen in de Sint-Thomaskerk in Stadtbredimus.
- 1955 ramen voor de kerk van Belair.[7]
- 1964 mozaïek voor het Lycée François Couperin, Fontainebleau.
- 1968 mozaïek voor de Banque Internationale in Luxemburg-Stad.
- 1968-1969 glas-in-betonramen met vrije composities in de kerk van Schuttrange.
- 1969-1971 ramenensemble voor het Nationaal monument van Luxemburgse solidariteit, Luxemburg-Stad. In samenwerking met architect René Mailliet.
- 1976 glasmuur voor de kredietbank in Luxemburg-Stad
- 1979 sculptuur in Thorigny.
- 1983 glassculptuur bij het thermaal bad in Mondorf-les-Bains.
- 1991 monument voor de 30e verjaardag van het Verdrag van Rome, Luxemburg-Stad.

- Gemeinsame Normdatei: 174212275
- International Standard Name Identifier: 0000 0003 7005 9270
- Musée national d'archéologie, d'histoire et d'art: lkl000096
- RKD-Nederlands Instituut voor Kunstgeschiedenis: 31703
- Virtual International Authority File: 241017443
- WorldCat: E39PBJt3RWWftrqRrGbq9kgFrq